# Фізіологія старіння людини
Фізіоло́гія старі́ння люди́ни — зміни, що протікають в тілі людини із віком. Ці зміни є наслідками механізмів старіння. 

## Основні напрямки
Ці зміни перш за все полягають в зниженні біологічних функцій і здатності пристосовуватися до метаболічного стресу. Ця стаття перш за все описує старіння людини на рівні органів та систем організму. Загальніші риси старіння для ссавців описані в статті Фізіологія старіння ссавців, а механізми виникнення старіння описані в статті Старіння.
Фізіологічні зміни в організмі людини, викликані старінням, зазвичай супроводжуються психологічними і поведінковими змінами. Власне біологічні аспекти старіння включають не тільки безпосередньо зміни, викликані старінням, але й загальний стан здоров'я. Людина у пізньому віці характеризується більшою уразливістю до хвороб, багато з яких пов'язані із зниженням ефективності імунної системи у старому віці. Так звані хвороби похилого віку, таким чином, є комбінацією симптомів старіння та хвороб, проти яких організм більше не в силах боротися. Наприклад, молода людина може швидко оправитися від пневмонії, тоді як для особи похилого віку вона може стати смертельною.
Робота багатьох органів, таких як серце, нирки, мозок та легені, знижують ефективність своєї роботи. Частина цього зниження є результатів втрати клітин цих органів та зниження можливостей їх відновлення у надзичайних випадках. Крім того, клітини старої людини не завжди виконують ті ж функції. Певні клітинні ферменти також знижують свою ефективність, тобто процес старіння відбувається на всіх рівнях.

## Зміни у головних системах організму

### Мускулатура
У літніх людей типова втрата м'язової маси, що супроводжуються заміною м'язової тканини жировими клітинами. Це приводить до деякої втрати фізичної сили та швидкості реакції. Важливими ефектами цього зменшення є зменшена здатність до глибокого дихання, зменшена пропускна здатність травного тракту і нетримкість сечового міхура, особливо серед жінок. Хоча ці зміни стосуються всіх старіючих людей, фізичні вправи здатні до деякої міри стримати швидкість цих змін.

### Скелетна система
Із старінням, кістки поступово втрачають кальцій. В результаті вони стають крихкішими і частіше ламаються, навіть при незначних ударах. Лікування переломів також уповільнюється в старості. Проте, сучасні хірургічні методи лікування та протезування у багатьох випадках допомагають зберігати можливість руху літніх людей.
У старості стає поширеним остеопороз, хвороба, що характеризується втратою кальцію і мінералів у кістках. Ця хвороба поширеніша серед літніх жінок, особливо в спинній колонці. Хворобу, проте, можна затримати за рахунок збільшення споживання кальцію та введення анаболічних гормонів.
Крім того, у старому віці спостерігається зношування суглобів, що проте, більше залежить від рівня фізичної активності, ніж від віку. Артрит, дегенеративне запалювання суглобів, — загальна умова старого віку, що приймає дві найзагальніші форми: остеопороз (стирання хряща суглобу) та ревматичний артрит (хвороба сполучної тканини).

### Серцево-судинна система
Хвороби серця — найпоширеніша причина смерті у віці понад 65 років. Із збільшенням віку, серце людини стає значно уразливішим до хвороб. Навіть у відсутності певної хвороби, серце піддається шкідливим змінам з просуванням віку. Структурні зміни включають поступову втрату м'язових волокон та інфільтрацію жирової та сполучної тканин. У серці відбувається поступове накопичення нейтрального гранульованого пігменту — ліпофусцину, «пігменту старіння». Ці гранули, складені з білків і ліпідів, вперше з'являються у віці близько 20 років і до віку 80 років займають до 10 відсотків об'єму м'язових волокон.
Серце також проявляє поступове зниження максимальної кількості крові, яка перекачується, приблизно удвічі від 20 до 90 років, проте, існують деякі індивідуальні відмінності. Не зважаючи на ці зміни, за відсутністю хвороби, серце все ще може відповідати вимогам тіла людини, хоча можливості збільшення за умовами стресу знижуються.
Також з віком часто виникає артеріосклероз, зниження пропускної здатності артерій, що часто вважається частиною старіння, проте це не обов'язково вірно — артеріосклероз може з'явитися навіть у дітей. Взагалі, кровоносні судини стають з віком менш еластичними, їх стінки потовщуються із ростом сполучної тканини. Сполучна тканина стає жорсткішою через утворення перехресних зв'язків між молекулами колагену, головного компоненту сполучної тканини. На додаток, часто виникає атеросклероз, відкладення інетрних матеріалів на стінці артерій, що заважає потоку крові.

### Дихальна система
З віком зменшуються як життєва місткість легенів, та і їхній повний об'єм. У той же час збільшується пасивний об'єм. Ці зміни є, перш за все, результатом збільшення жорсткості грудної клітини та зменшення об'єму м'язів. Крім того, як і у шкірі, перехресні зв'язки колагену також збільшують жорсткість. На обмін кисню і вуглекислоти між кров'ю і повітрям в легенях також впливає і кровотеча через легені, що також зменшується з віком. Проте, кількість кисню у крові зазвичай залишається достатньою в старості, але збільшення цієї кількості під час фізичних вправ або стресу стає практично неможливим. Вважається, що головним фактором погіршення кисневої передачі в легенях є відсутність належного гуморального регулювання потоку крові.
Поширеною хворобою легенів у віці понад 45 років є емфізема, анормальне розтягування легенів з повітрям. Хоча точні причини хвороби все ще невідомі, вважається, що сильний вплив на її розвиток має паління. Загалом, паління сильно знижує функції легенів, зазвичай ефективність роботи легенів серез курців порівняна із ефективністю роботи легенів некурящих віком на 10-15 років старше. Слід відмітити, що серед тих, хто кидає палити, функція легенів відновлюється протягом 1-2 років.

### Травна система
Втрата зубів, яка часто спостерігається людях похилого віку, скоріше є результатом недбалості, ніж старіння. Зазвичай, результатом пошкодження зубів є шкідлива дія бактерій нормальної флори, які особливо швидко розвиваються у разі споживання очищеного цукру. Проте, через покращення гігієни рота протягом останнього часу, подальші покоління поза сумнівом матимуть кращі зуби у старості.
Хоча із віком зменшується виробництво шлунком соляної кислоти та травних ферментів, ефективність травлення знижується лише незначно. Головні компоненти, такі як цукор, білки, вітаміни і мінерали продовжують ефективно поглинатися, хоча спостерігається невелике погіршення поглинання жирів. Хоча дієтологи рекомендують спеціальні дієти для осіб похилого віку, не існує доказів потрібності більшої кількості вітамінів і мінералів у похилому віці через сповільнену абсорбцію. Дефіцити, проте, можуть розвиватися через шкідливі звички, наприклад, надмірне споживання вуглеводів, в результаті може не вистачати білків, кальцію, заліза і тіаміну (вітамін B1).

### Покривна система
Головна зміна, що відбувається з віком у покривній системі людини, тобто шкірі — поступова втрата еластичності, що приводить до виникнення зморшок, і пігментація. На швидкість цих процесів впливають такі фактори, як дія погодних умов та фамільні риси. За еластичність шкіри відповідають волокна еластину і колагену. Еластин поступово втрачається з віком, в колаген формує велику кількість перехресних зв'язків, що і приводить до втрати еластичності.
З багатьох спроб затримати виникнення зморшок слід відмітити, що масаж обличчя не показав помітного ефекту під час досліджень. Проте креми, що містять естроген, хоча і викликають деякі побічні ефекти, стимулюють регенерацію шкіри і покращують її еластичні властивості.

### Нервова система
Структурні зміни мозку в результаті старіння незначні. Із віком втрачається певна кількість нейронів, ця втрата досягає 30 % у 90-річному віці. Проте, число нейронів залишається достатнім, щоб не впливати на поведінку значно. Через те, що фізіологічна основа пам'яті все ще невідома, неможливо передбачити, чи втрата пам'яті є результатом втрати нейронів. Проте, нейрони надзвичайно чутливі до кисневого дефіциту, через це втрата активності нейронів є значною мірою результатом зменшення кровотоку. У випадку хвороби, наприклад, артеріосклерозу, кровоток зменшується значніше, що приводить до сильніших змін. При старінні більш ймовірними стають патологічні ситуації, такі як хвороба Альцгеймера, хвороба Паркінсона, інсульт.
Недавні дослідження також показали, що простий опис мозкової функції в термінах зменшення ефективності не зовсім відповідає реальній ситуації. У деяких випадках літні люди використовують не ті самі стратегії, що молодші. Наприклад, літні люди частіше використовують обидві півкулі для того, щоб запам'ятати певну річ, аніж молодші. Крім того, старі люди частіше піддаються ефекту позитивності, запам'ятовуючи тільки позитивну інформацію, що є результатом більшого впливу емоцій на регулювання мозкової діяльності.

### Сенсорна система
Поведінка людини надзвичайно залежить від постачання інформації від сенсорних органів: очей, вух, нервових закінчень в шкірі, м'язах і внутрішніх органах. Проте, немає прямого співвідношення між чутливістю рецепторів і адекватністю поведінки, тому що звичайний рівень стимулювання значно більший, ніж необхідний. Крім того, індивідуум пристосовується до поступового погіршення сенсорної системи, використовуючи доступну інформацію. Більш того, сучасні технології значною мірою компенсують це погіршення.
Прикладами погіршення сенсорної системи є деяке зниження гостроти зору (що вимагає вищого рівня освітленості), розвиток далекозорості через розслаблення м'язів кришталика, загальне зниження здібностей до акомодації через збільшення жорсткості лінзи, поступове зменшення прозорості через денатурацію білків прозорої частини ока. Зміни слуху характеризуються зниженням здатності відчувати високі частоти, проте, зазвичай це не перешкоджає нормальному розумінню мови та повсякденних звуків. Органи смаку характеризуються втратою чутливості через відмирання смакових бруньок. Цей процес значно прискорюється через тривале споживання деяких продуктів, паління та вплив деяких хімічних речовин, характерних для шкідливих виробництв.
Крім того, сенсорна система помітно уповільнює відповідь на зовнішні стимули, та процеси мислення вимагають більше часу.
Частішою причиною втрати чутливості органів відчуття є багато хвороб, ймовірність яких зростає з віком. У віці 65-74 років порівняно із віком 20-44 років, число сліпих зростає від 0,13 % до 2,5 %, число глухих від 0,5 % до 5,4 %. Серед хвороб ока, характерних для похилого віку, слід відмітити глаукому (збільшення тиску рідини ока) і катаракту (паталогічне зменшення прозорості).

### Ендокринна система
Через важливість гормонів в регулюванні багатьох фізіологічних систем, погіршення ефективності роботи ендокринних залоз внутрішньої секреції традиційно розглядалося як важлива складова частина старіння.
Хоча історично пропонувалося, що старіння пов'язане із зниженням виділення таких гормонів, як тироксин (гормон щитоподібної залози), гормони надниркової залози та гормони гіпофізу, зараз це вважається невірним.
Помічене, проте, деяке зниження у виділенні інсуліну, гормону підшлункової залози, що приводить до уповільнення видалення цукру з крові, але досі немає даних, чи цей ефект є ознакою переддіабетного стану, поширеного серед людей похилого віку, чи власне старіння. Найпомітніше зниження з віком спостерігається у виділенні як чоловічих, так і жіночих статевих гормонів. Виділення естрогену (жіночого статевого гормону) різко знижується під час клімаксу. Виділення андрогенів (чоловічих статевих гормонів) поступово знижується, починаючи з віку в 50 років.
Найбільшою зміною в роботі більшості залоз е, проте, не зниження загального рівня секреції гормонів, а неможливість або уповільнення регулювання цього рівня за умовами різких змін у потрібності в цих гормонах. Це має вплив на зниження імунітету людини та обмежує здатність людини до фізичних вправ та інших стресових умов.
Багато змін під час старіння пов'язані із втратою тканин, через це багато спроб фармакологів зараз націлені на розробку методів введення додаткової кількості анаболічних гормонів, що стимулюють нарощування тканин, проте сучасні зразки препаратів мають значні побічні ефекти.

### Нирки
Ефективність роботи нирок також зменшується з віком, що проявляється у нижчий концентрації виводимих шкідливих матеріалів у сечі. Це зменшення пов'язане із скороченням кровотоку через нирки, зменшенням числа нефронів (секреторних клітин нирок) та зменшенням гуморальної регуляції. Через надмірність кровотоку за нормальними умовами, зменшення ефективності роботи нирок не приводить до накопичення шкідливих речовин. Таке накопичення, проте, може бути результатом хвороб нирок.

### Регулярні механізми
Більшість регуляторних механізмів (наприклад, регулювання кислотності крові, рівня цукру та ін.) зберігають можливість підтримувати гомеостаз за умовами відпочинку навіть серед дуже старих людей. Проте, будь-які зміни відбуваються повільніше і часто не досягають достатнього рівня. Наприклад при збільшенні кислотності, час, потрібний для відновлення нормального рівня, збільшується від 6-8 годин в молодості до 18-24 годин в старості. Так саме зменшується швидкість пристосування до рівня цукру та температури, що стають ризикованішими для літніх людей.
Фізичні вправи — один з прикладів фізіологічного стресу. У невеликих кількостях — це цінний фактор підтримки об'єму м'язів та ефективності серцево-судинної системи. Максимальна навантаження зменшується в літніх людях, в значній мірі через нездатність постачання достатньої кількості кисню, що відбувається через зменшення еластичності судин та максимального серцевого ритму (від 200 до 150 ударів за хвилину). Через це, той же самий рівень фізичних вправ викликає набагато сильніший стрес у літніх людях і може стати шкідливим.

## Передчасне старіння
Прогерія або передчасне старіння — надзвичайно рідкісна хвороба раннього дитинства, що характеризується багатьма з поверхневих аспектів старіння, такими як випадіння волосся, зморщена шкіра, опуклість кровоносних судин голови та судинні хвороби. Ці діти мають загальний вигляд старих людей та рідко живуть більше 15-18 років, зазвичай вмираючи від серцево-судинних хвороб.
Ця хвороба надзвичайно рідкісна, для дослідження було ідентифіковано тільки близько 50 випадків. Ці пацієнти не проявляли, проте, інших змін характерних для старіння, за винятком раннього розвитку серцево-судинних хвороб. Більшість фізіологічних і психологічних характеристик були нормальними для свого віку. Таким чином, прогерію слід розцінювати скоріше як рідкісну хворобу з поверхневою схожістю із старінням.

## Омолодження та збільшення тривалості життя
Великою гілкою досліджень з геронології (так звана біомедична геронтологія) є збільшення тривалості життя, особливо людини. Помітне збільшення тривалості життя вже відбувається зараз на глобальному масштабі за допомогою таких факторів як загальне покращення медичного обслуговування і покращення рівня життя.
На рівні індивідуума омолодження біологічного віку і збільшення тривалості життя можливо за рахунок комплексного впливу на 10 механізмів старіння, що включає впровадження принципів здорового способу життя, раціонального харчування, регулярних фізичних вправ та достатньої фізичної активності, використанню різноманітних методик та інструментів біохакінгу та омолодження, таких як біологічно активні добавки, різноманітні гаджети, лікування стовбуровими клітинами, методики обмеження калоражу (інтервальне голодування), та запобігання потенційно токсичних факторів, таких як неякісне харчування, малорухливий спосіб життя, хронічний стрес, вживання алкоголю, паління. Крім того, потенційне впровадження в загальнодоступну практику регенеративної медицини та таких методик, як генотерапія, редагування генома, наномедицина, тканинна інженерія, включно з інженерією нервової тканини та друком органів, та інших, зможуть вивести омолодження та збільшення тривалості життя на новий рівень, не обмежений рамками в 120 років.
Наприклад, рандомізоване клінічне дослідження 2021 року 43 здорових людей у віці від 50 до 72 років показало, що 8 тижнів здорового способу життя — рослинна дієта, достатній та якісний сон, фізичні вправи та активне розслаблення, а також прийом пробіотиків та фітонутрієнтів — омолодили біологічний (епігенетичний) вік людей у середньому на 3.2 роки (p=0.018).
Також у 2021 році було задокументовано омолодження епігенетичного віку людини на 5 років всього за 7 місяців, за допомогою щоденної різноманітної рослинної дієти (особливо горіхи, овочі, насіння, ягоди та несолодкі фрукти), великої кількості різних дієтичних добавок (колаген, креатин, спермідин, лецитин, амінокислоти, вітаміни, поліфеноли, глюкозамін та інші).
Крім того є багато досліджень на тваринах, які показують значне зменшення біологічного віку у тварин.

#### Користь для суспільства
Дослідження 2021 року, проведене Ендрю Дж. Скоттом (Лондонська школа бізнесу та фінансів), Девідом Сінклером (Гарвардська медична школа) і Мартіном Еллісоном (Оксфордський університет), оцінило цінність подовження тривалості життя, зменшення захворюваності та боротьби зі старінням. Вони оцінили економічну перспективу, використовуючи модель статистичної вартості життя (VSL), відкалібровану відповідно до поточних економічних, медичних і демографічних даних США. Дослідження показало, що уповільнення старіння зменшує швидкість біологічних пошкоджень, покращує здоров'я та зменшує смертність. Автори підрахували, що уповільнення старіння, яке збільшує середню тривалість життя всього на один рік, має цінність для суспільства в 38 трильйонів доларів США на рік (на прикладі США).

### Наукові журнали
- Nature Aging
- Aging Cell
- Aging Research Reviews
- GeroScience
- Age and Ageing
- The Journal of Gerontology
- Neurobiology of Aging
- Frontiers in Aging Neuroscience
- Mechanisms of Aging and Development
- Experimental Gerontology
- Biogerontology
- Aging Clinical and Experimental Research

### Книги
- The Longevity Code: Slow Down the Aging Process and Live Well for Longer—Secrets from the Leading Edge of Science / Kris Verburgh, The Experiment, New York, 2019. ISBN 1615194975 & ISBN 9781615194971.
- Життєвий план: Чому ми старіємо і як цього уникнути / Девід Сінклер, Метью Лаплент, вид. BookChef, 2021. ISBN 978-966-993-576-2
- Людина. / Навч. посібник з анатомії та фізіології. — Львів. 2002. — 240 с.

### Статті
- Hallmarks of aging: An expanding universe. / López-Otín, Carlos; Blasco, Maria A.; Partridge, Linda; Serrano, Manuel; Kroemer, Guido (19 січня 2023). Cell (English) 186 (2). С.243–278. doi:10.1016/j.cell.2022.11.001
- The Hallmarks of Aging. / López-Otín, Carlos; Blasco, Maria A.; Partridge, Linda; Serrano, Manuel; Kroemer, Guido. (2013). Cell 153 (6). с.1194–1217. ISSN 0092-8674. doi:10.1016/j.cell.2013.05.039
- A complex systems approach to aging biology / Cohen, A.A., Ferrucci, L., Fülöp, T. et al. (2022). Nat Aging 2, 580–591. doi:10.1038/s43587-022-00252-6